# Dr. John
Malcom John Rebennack Jr. (Nueva Orleans, Luisiana; 21 de noviembre de 1941-Nueva Orleans, 6 de junio de 2019), más conocido por su nombre artístico Dr. John, o también Dr. John Creaux, fue un pianista, cantante y compositor estadounidense cuya música combinaba los géneros del blues, boogie-woogie y el rock and roll.
Activo como músico de sesión desde fines de los años 1950 hasta su muerte, ganando en los siguientes años de 1960 después de la liberación de su álbum Gris-Gris en el Bath Festival de Blues y Música Progresiva. Se presentó en un animado espectáculo inspirado en la medicina. Las costumbres de Mardi Gras y ceremonias de vudú. Rebennack grabó 32 álbumes de estudio y seis álbumes en vivo, y también contribuyó con otros cientos de músicos en sus grabaciones. En 1973 tuvo un Top 10 con el sencillo Right Place, Wrong Time.
Ganador de seis Premios Grammy. Rebennack fue inducido al Salón de la Fama del Rock and Roll por el cantante John Legend en marzo del 2011. En mayo de 2013, Rebennack recibió un doctorado honorario de las bellas artes de la Universidad de Tulane.

## Biografía

### Infancia y raíces musicales
Su carrera musical comenzó en su ciudad natal a comienzos de los años 1950. En un principio, se concentró en la guitarra, ofreciendo conciertos con bandas locales bajo el nombre de Mac Rebbennack and the Skyliners, Frankie Ford and the Thunderbirds y Jerry Byrnes and the Loafers. Dr. John obtuvo cierto éxito a nivel local con el tema Storm Warning, publicado en Rex Records en 1959 e influido por Bo Diddley.
La carrera de Rebennack como guitarrista se truncó cuando su dedo anular fue herido en un disparo mientras defendía al teclista y cantante Ronnie Barron, compañero de grupo y amigo de la escuela. Tras la lesión, Rebennack se concentró en el bajo antes de hacer del piano su instrumento principal. Entre las influencias musicales de Rebennack en el piano se encontraba Professor Longhair.
En 1963, Rebennack se trasladó a Los Ángeles, donde respaldó como músico de sesión a artistas de la talla de Sonny & Cher o Canned Heat, integrado en el selecto grupo conocido como The Wrecking Crew.

### 1968-1970: Dr. John the Night Tripper
Rebennack adquirió fama a finales de los años 1960 y comienzos de los 1970 con música que combinaba el R&B de Nueva Orleans con el rock psicodélico y elaborados conciertos que se acercaban a ceremonias religiosas de vudú, incluyendo elaborados trajes y peinados. Durante la época, Rebennack adquirió el mote de Dr. John, The Night Tripper, procedente de una médica vudú de Luisiana de comienzos de 1800.
Gris-Gris, su álbum debut de 1968, combinaba cánticos y ritmos vudús con la tradición musical de Nueva Orleans, y fue situado en el puesto 143 de los 500 mejores álbumes de todos los tiempos en la revista musical Rolling Stone. Otros tres trabajos de estudio, Babylon, Remedies y The Sun, Moon and Herbs, fueron publicados en el mismo sentido de Gris-Gris, si bien ninguno obtuvo la popularidad del primero.
A comienzos de 1969, Dr. John ofreció extensos conciertos, apoyado por músicos como Richard Didymus Washington —congas—, Richard Crooks —batería—, Dave Johnson —bajo—, Gary DeSoto —guitarra— y los cantantes Eleanor Barooshian, Jeanette Jacobs y Sherry Graddie. Una segunda alineación para tocar en la Costa Este de los Estados Unidos incluyó a Doug Hastings a la guitarra y a Don MacAllister a la mandolina.
Con la publicación de The Sun, Moon and Herbs y la participación en el álbum de Eric Clapton y Mick Jagger, Dr. John adquirió una notable reputación. El álbum sirvió para una transición entre el Dr. John psicodélico y un Dr. John más cercano al R&B y al funk de Nueva Orleans. Su siguiente trabajo, Dr. John's Gumbo, acabó derivando en una grabación histórica considerada como uno de sus trabajos más populares.

### 1972-1974:Gumbo,In the Right PlaceyDesitively Bonnaroo
Junto con Gris-Gris, Dr. John es ampliamente reconocido por sus trabajos publicados entre 1972 y 1974. El álbum de 1972 Dr. John's Gumbo, que abarca varios clásicos del R&B de Nueva Orleans junto a una única composición original, es considerado como una piedra angular en la música de Nueva Orleans. En su autobiografía de 1994, Under a Hoodoo Moon, Dr. John escribió: «En 1972, grabé Gumbo, un álbum que fue tanto un tributo como una interpretación de la música con la que había crecido en los años 40 y 50.  Traté de mantener los ligeros cambios característicos en Nueva Orleans mientras trabajaba mi propia guitarra y mi propio piano». El principal sencillo del álbum, Iko Iko, alcanzó los primeros cuarenta puestos de las listas de Billboard. En 2003, Dr. John's Gumbo fue situado en el puesto 402 de la lista de los 500 mejores álkbumes de todos los tiempos elaborada por la revista musical Rolling Stone. 
Con Gumbo, Dr. John amplió su trayectoria más allá del vudú psicodélico que había impulsado su carrera desde que se había introducido en el personaje de Dr. John. No fue hasta el álbum de 1998 Anutha Zone cuando Dr. John volvió a concentrarse en el aspecto de la música en su totalidad para un trabajo completo. «Después de grabar un nuevo disco», escribió el músico, «decidí que había tenido suficiente de aquello, de modo que lancé al vertedero la rutina de Gris-Gris y trabajé en un nuevo acto, un Mardi Gras con los clásicos de Nueva Orleans que habíamos versionado en Gumbo».
En 1973, con la producción de Allen Toussaint y el respaldo de The Meters, Dr. John publicó el álbum In the Right Place. En la misma rutina que Dr. John's Gumbo amplió su reputación como músico a la hora de versionar los clásicos de Nueva Orleans, In the Right Place hizo de Dr. John uno de los embajadores del funk de la ciudad. Sobre el álbum, Dr. John escribió: «In the Right Place tiene un mayor sentimiento de dance en comparación con otros que había hecho en el pasado, aunque quedó anclado en el R&B». El álbum alcanzó el puesto 24 en las listas de Billboard, con el sencillo Right Place Wrong Time alzándose hasta el puesto nueve de la lista Billboard Hot 100. Un segundo sencillo, Such a Night, alcanzó el puesto 42.
Dr. John intentó capitalizar el éxito de In the Right Place colaborando nuevamente con Allen Toussaint y The Meters en su nuevo trabajo, Desitively Bonnaroo, publicado en 1974. Similar a In the Right Place, obtuvo un éxito menor en comparación a su predecesor. Desitively Bonnaroo supuso el último álbum de estilo funk hasta la publicación en 1994 de Television, si bien la influencia del vudú y del R&B tradicional de Nueva Orleans, así como el funk, continuó en gran medida apareciendo en sus trabajos, especialmente en sus conciertos. 

### Trabajos recientes

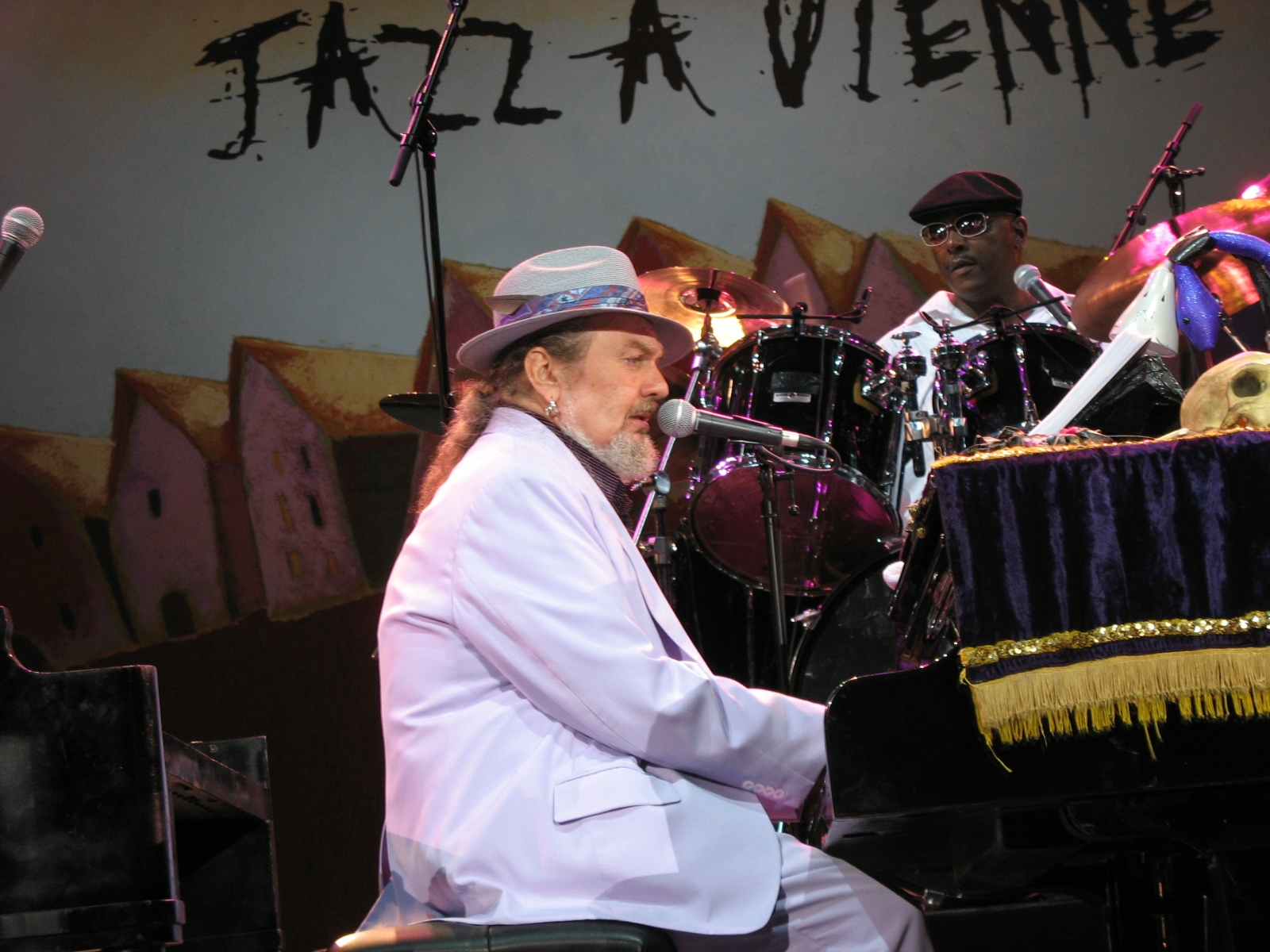
Dr. John en el festival Jazz à Vienne en 2006.

A mediados de los años 70, Dr. John comenzó a centrarse en una música más cercana al blues, al R&B y a los clásicos del Tin Pan Alley. Por otra parte, explotó su faceta de músico de sesión, tocando para grupos a lo largo de su carrera como The Rolling Stones en el tema de 1972 «Let It Loose», así como en el dueto de Carly Simon y James Taylor Mockingbird en 1974. De forma similar, contribuyó a la canción «More and More» para el álbum de Carly Simon Playing Possum. En 1977, coprodujo el álbum de Van Morrison A Period of Transition, donde también tocó los teclados y la guitarra. El 19 de marzo de 1977, Dr. John apareció en el programa de la NBC Saturday Night Live. Posteriormente, salió de gira con Willy DeVille y contribuyó a sus álbumes Return to Magenta, Victory Mixture, Backstreets of Desire y Big Easy Fantasy. 
Dr. John apareció asimismo en el documental de Martin Scorsese The Last Waltz —donde se unió a The Band para interpretar su canción «Such a Night»—, además de en el musical Sgt. Pepper's Lonely Hearts Club Band, inspirado en The Beatles. En la película Blues Brothers 2000, Dr. John se une a la banda de ficción The Louisiana Gator Boys para interpretar las canciones «How Blue Can You Get» y «New Orleans». Su versión de la canción «Season of the Witch» fue también incluida en la banda sonora de la película.
En 1982, Dr. John escribió e interpretó la versión cinematográfica de «Cannery Row». En 1993, su canción «Right Place Wrong Time» fue utilizada en la película Dazed and Confused. Ese mismo año, Dr. John participó en el Franco Folies Festival en La Rochelle, Francia. En 1997, apareció en el sencillo benéfico de Lou Reed Perfect Day.
En 2000, Dr. John colabora en el álbum navideño de Christina Aguilera, My Kind of Christmas, con una versión instrumental a duo del blues de Charles Brown (músico) «Merry Christmas, Baby», que alcanzó la posición 38 en el U.S. Billboard Hot Ringtones ese año. En septiembre de 2005, interpretó el tema de Fats Domino «Walkin' to New Orleans» para cerrar el teletón Shelter from the Storm: A Concert for the Gulf Coast en apoyo de las víctimas del huracán Katrina. En noviembre del mismo año, publicó el EP Sippiana Hericane con el fin de recaudar fondos para la Clínica de Músicos de Nueva Orleans y la Fundación de Jazz de América. El 5 de febrero de 2006, se unió a Aaron Neville, Aretha Franklin y a un coro de 150 miembros para cantar el himno nacional de Estados Unidos en la gala de la Super Bowl como tributo a Nueva Orleans. El 8 de febrero de 2006, se unió a Allen Toussaint, Bonnie Raitt, The Edge y Irma Thomas para interpretar «We Can Can» en la ceremonia de clausura de los Premios Grammy de 2006.
En enero de 2008, Dr. John fue incluido en el Salón de la Fama de la Música de Louisiana.
Comenzando con B. B. King in London, del 1971, Dr. John toca en varios discos de B. B. King.

### Batalla contra la adicción
Dr. John fue adicto a la heroína, pero en diciembre de 1989 completó su rehabilitación completa con el auxilio de Narcóticos Anónimos y no recayó en la adicción durante el resto de su vida.

### Vida privada y muerte
Dr. John estuvo casado dos ocasiones, mencionando al The New York Times que tenía «muchos» hijos.
El 6 de junio, Dr. John murió de un ataque cardíaco. Su familia anunció la noticia a través de su publicista, quien dijo que había muerto al amanecer de ese día y que Dr. John «había creado una mezcla única de música que había llevado de su hogar en Nueva Orleans y que siempre estuvo en su corazón».

## Discografía
- Gris-Gris (1968)
- Babylon (1969)
- Remedies (1970)
- The Sun, Moon & Herbs (1971)
- Dr. John's Gumbo (1972)
- In The Right Place (1973)
- Desitively Bonnaroo (1974)
- Hollywood Be Thy Name (1975)
- City Lights (1978)
- Tango Palace (1979)
- Dr. John Plays Mac Rebennack (1981)
- The Brightest Smile in Town (1983)
- Such a Night! Live in London (1984)
- The Ultimate Dr. John (1987)
- In a Sentimental Mood (1989)
- Yakety Yak, Take it Back (1991)
- Goin' Back to New Orleans (1992)
- Trash Talk (1992)
- Yakety Yak, Take it Another Again (1992)
- Television (1994)
- On a Mardi Gras Day (1994)
- Afterglow (1995)
- Space Jam (1996)
- Trippin' Live (1997)
- Anutha Zone (1998)
- Duke Elegant (2000)
- Funky New Orleans (2000)
- Creole Moon (2001)
- All By Hisself: Live at the Lonestar (2003)
- Looney Tunes: Back in Action (2003)
- N'Awlinz: Dis Dat or d'Udda (2004)
- Live at Montreux, 1995 (2005)
- Sippiana Hericane (2005)
- Mercernary (2006) (Blue Note 54541)
- Right Place, Right Time: Live at Tipitina's - Mardi Gras '89 (2006)
- The City That Care Forgot (2008)
- Locked Down" (2012)
- Ske-Dat-De-Dat… The Spirit of Satch" (2014)
- High Priest of Psychedelic Voodoo" (2015)